# اسماعیل قاآنی
اسماعیل قاآنی اکبرنژاد (زادهٔ ۱۷ مرداد ۱۳۳۶) نظامی ایرانی است که از سال ۱۳۹۸ به‌عنوان سومین فرمانده نیروی قدس سپاه پاسداران انقلاب اسلامی فعالیت می‌کند. او از سال ۱۳۸۶ تا ۱۳۹۸ جانشین قاسم سلیمانی در فرماندهی نیروی قدس بود.
قاآنی فعالیت در سپاه پاسداران را از سال ۱۳۵۸ آغاز کرد و در طول جنگ ایران و عراق، از فرماندهان میانی سپاه بود. وی از ۱۳۶۳ تا ۱۳۶۶ فرماندهی تیپ ۲۱ زرهی امام رضا را برعهده داشت و از ۱۳۶۶ تا پایان جنگ نیز فرماندهٔ لشکر ۵ نصر بود. او از ۱۳۸۵ تا ۱۳۸۶ به‌عنوان معاون سازمان اطلاعات سپاه فعالیت می‌کرد. قاآنی در فهرست تحریم‌های ایالات متحده آمریکا و بریتانیا قرار دارد. کانادا نیز، به اتهام تأمین مالی شبه‌نظامیان منطقه‌ای، حمایت از گروه‌های تروریستی مانند حماس و جهاد اسلامی فلسطین و همدستی در نقض حقوق بشر، از جمله سرکوبی اعتراضات پس از مرگ مهسا امینی، وی را در این فهرست قرار داده است.

## زندگی و فعالیت
اسماعیل قاآنی اکبرنژاد در ۱۷ مرداد سال ۱۳۳۶ در مشهد زاده شد و دوران کودکی و نوجوانی، تا دریافت مدرک دیپلم متوسطه را در مشهد سپری کرد.
گفته می‌شود وی دارای مدرک دکترای هسته ای و مدرک خلبانی هواپیمای جنگنده از روسیه است.

### سپاه پاسداران انقلاب اسلامی
پس از تأسیس سپاه پاسداران، از سال ۱۳۵۸ به عضویت در سپاه پاسداران درآمد. او که در ۲۱ سالگی به سپاه پیوست، برای گذراندن دوره آموزشی از مشهد به تهران آمد. او آموزش نظامی را در پادگان سعدآباد که به پادگان امام علی تغییر نام داده شده، گذراند. او پس از پایان آموزش نظامی به مشهد بازگشت و در سپاه به عنوان نیروی کادری، کار خود را آغاز کرد.

### جنگ ایران و عراق
اسماعیل قاآنی در اواسط سال ۱۳۵۹ با وقوع ناآرامی‌های کردستان، به آن منطقه رفت و در درگیری‌های این ناحیه حضور فعال داشت. او از ابتدای سال ۱۳۶۰ تا پایان جنگ ایران و عراق نیز در استان خوزستان مستقر بود. قاآنی در سال ۱۳۶۲ به فرماندهی تیپ ۲۱ امام‌رضا منصوب شد و تا سال ۱۳۶۶ در این جایگاه فعالیت نمود. او از سال ۱۳۶۶ تا پایان جنگ، فرماندهی لشکر ۵ نصر را برعهده داشت.

### پس از جنگ
با پایان یافتن جنگ، محسن رضایی فرماندهٔ وقت سپاه پاسداران، قاآنی را به قائم‌مقامی واحد هشتم عملیات نیروی زمینی سپاه پاسداران؛ مستقر در مشهد، منصوب کرد. وی برای مدت بیش از یک سال، از ۱۳۸۵ تا ۱۳۸۶ معاونت اطلاعات ستاد مشترک سپاه پاسداران را برعهده داشت. او در سال ۱۳۸۶ به‌عنوان جانشین فرمانده نیروی قدس سپاه منصوب شد و تا سال ۱۳۹۸ در این جایگاه فعالیت نمود.
قاآنی یکی از امضا کنندگان نامهٔ تهدید آمیز فرماندهان سپاه در جریان وقایع ۱۸ تیر ۱۳۷۸ به سید محمد خاتمی؛ رئیس‌جمهور وقت بود.
قاآنی در ژوئیه سال ۲۰۱۸ تحت عنوان معاون سفیر ایران به دیدار استاندار بامیان در مرکز افغانستان رفته بود و گفته شده علت این دیدار ساختن بیمارستان ۲۰۰ تختخوابی در شهر بامیان بود.

### نیروی قدس

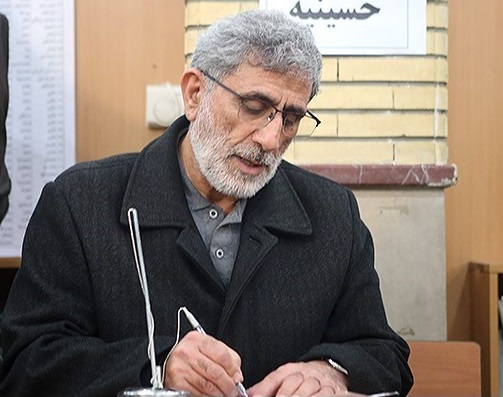
اسماعیل قاآنی

پس از کشته شدن قاسم سلیمانی در ۱۳ دی ۱۳۹۸ توسط ارتش آمریکا، قاآنی با حکم سید علی خامنه‌ای، رهبر جمهوری اسلامی، به‌عنوان فرماندهٔ نیروی قدس سپاه پاسداران منصوب شد. سلیمانی در وصیت‌نامه‌اش به او اشاره کرده بود. خامنه‌ای او را یکی از «برجسته‌ترین فرماندهان سپاه در دفاع مقدس» توصیف کرد. سعید گلکار، استاد علوم سیاسی در دانشگاه تنسی معتقد است که برای خامنه‌ای مهم بود که فرماندهٔ جدید خصوصیاتی مانند «وفادار» و «متعهد» بودن به او و سپاه پاسداران داشته باشد.

### نیروهای مقاومت عراقی
در سال ۲۰۲۰، در سفری به منظور هماهنگی انتخاب نخست‌وزیر در عراق، دفتر سید علی سیستانی درخواست نشست با قاآنی را رد کرد. به گزارش خبرگزاری آسوشیتد پرس، اسماعیل قاآنی برای دومین سفرش به عراق که ماه آوریل انجام شد ناچار بود ویزا بگیرد. آسوشیتد پرس نوشته است در حالی که قاسم سلیمانی مستقیماً به زبان عربی با گروه‌های مرتبط با ایران صحبت می‌کرد، اسماعیل قاآنی از طریق مترجم و عمدتاً با مدیریت و هماهنگی ایرج مسجدی (سفیر ایران در بغداد) ایفای نقش می‌کند و با رهبران گروه‌های شبه‌نظامی آشنایی کمتری دارد.

پرچم و نشان کتائب حزب‌الله - شبه‌نظامی در عراق

قاآنی روز ۲۸ آبان ۱۳۹۹ به‌صورت محرمانه به عراق رفت، ولی سعید خطیب‌زاده؛ سخنگوی وزارت خارجه ایران گفت که این اخبار «تأیید نمی‌شود» و آن را «گمانه‌زنی رسانه‌ای» خواند. اما ایرج مسجدی؛ سفیر ایران در عراق، سفر وی را تأیید کرد و گفت این سفر با «هماهنگی مسئولان عراقی» انجام شده و موضوع آن «تقویت روابط امنیتی» ایران و عراق و «پیگیری بعضی از پرونده‌های اقتصادی» بوده است.

### تهدیدات آمریکا
رئیس گروه اقدام ایران در وزارت امور خارجهٔ ایالات متحدهٔ آمریکا در مصاحبه با روزنامهٔ شرق‌الاوسط، در حاشیهٔ اجلاس مجمع جهانی اقتصاد در داووس، تهدید کرد چنانچه اسماعیل قاآنی، همان سیاست قاسم سلیمانی را پیش بگیرد و دست به کشتن آمریکایی‌ها بزند، به سرنوشتی مشابه سرنوشت او دچار خواهد شد. به دنبال اظهارات برایان هوک، سخنگوی وزارت امور خارجه روسیه، این اظهارات هوک را غیرقابل قبول خواند و گفت چنین اظهاراتی خارج از حقوق و قانون است و نمایندگان کشورها حق بیان چنین تهدیداتی را ندارند. وزارت امور خارجه ایران نیز این تهدید را «علنی سازی رسمی و پرده‌برداری آشکار از تروریسم هدفمند و دولتی ایالات متحده آمریکا» دانست.

### تحولات افغانستان
پس از اشغال مجدد افغانستان توسط طالبان، اسماعیل قاآنی برای پاسخگویی به سوالات نمایندگان مجلس در زمینه موضع ایران در مورد افغانستان به مجلس رفت. از این دیدار بخشی از سخنان قاآنی منتشر شد:
آنچه برای ما در افغانستان اهمیت دارد، این است که امنیت جمهوری اسلامی مخدوش نشود. نقشه آمریکا این است که ایران را با جهان اهل سنت درگیر کند، بنابراین جمهوری اسلامی باید به گونه‌ای عمل کند که امنیت ایران مخدوش نشده و آمریکا به اهداف خود دست نیابد. شیعیان افغانستان برای جمهوری اسلامی اهمیت زیادی دارند و ایران تلاش دارد حل موضوع افغانستان از طریق جنگ نباشد و همه اقوام افغانستان در اداره کشور سهیم باشند.

### جنگ اسرائیل و حماس
پس از جنگ اسرائیل و حماس، وال‌استریت ژورنال خبر داده است که ۵۰۰ نفر از شبه‌نظامیان حماس و جهاد اسلامی در تهران زیر نظر نیروی قدس و با حضور اسماعیل قاآنی فرمانده این نیرو آموزش‌های تخصصی و نظامی دیده‌اند.
پس از بمباران ضاحیه در لبنان در ۱۲ مهر۱۴۰۳ (۳ اکتبر ۲۰۲۴ میلادی) به منظور کشتن هاشم صفی‌الدین، اخباری در خصوص ترور اسماعیل قاآنی منتشر شد، هر چند خبرهایی نیز در مورد سلامت او درج گردید. در آخرین گمانه‌زنی‌ها، کانال ۱۲ اسرائیل مدعی شد که او در اکتبر ۲۰۲۴ در لبنان ترور شده است. حاضر نبودن او در نماز جمعه سید علی خامنه‌ای در تهران بر گسترش شایعات افزود. با این همه رسانه‌های نزدیک به شخص او و همین‌طور سپاه پاسداران از سلامت او خبر می‌دهند و اخبار در موضوع ترور و آسیب دیدن او را تکذیب کرده‌اند. در گزارش ۶ اکتبر ۲۰۲۴ رویترز آمده که ۲ مقام بلندپایه امنیتی ایران گفته‌اند اسماعیل قاآنی، پس از کشته شدن حسن نصرالله، به لبنان سفر کرده بود و از زمان حمله اسرائیل به بیروت در اواخر هفته گذشته، خبری از او نیست. نیویورک تایمز می‌گوید او آخرین بار در بیروت دیده شده است. وبسایت میدل ایست آی در گزارشی اختصاصی خبر داد که قاآنی توسط جمهوری اسلامی بازداشت شده و تحت بازجویی است. اسکای نیوز عربی هم گفت که وی در جریان بازجویی در ایران دچار سکته قلبی شده است. اما سیمای جمهوری اسلامی ۲۴ مهر۱۴۰۳، هنگام گزارش مراسم بازگشت جنازه عباس نیلفروشان، معاون عملیاتی سپاه پاسداران، برای دقایقی چهره قاآنی را نشان داد.

## تحریم‌ها
قاآنی در ۸ فروردین ۱۳۹۱ (۲۷ مارس ۲۰۱۲ میلادی) توسط دفتر کنترل سرمایه‌های خارجی وزارت امور خزانه‌داری ایالات متحده در جزء افراد تحریم شده قرار گرفت و فعالیت مالی ممنوعه و دارایی‌های مفروض او با نهادهای ایالات متحده بلوکه شد. ایالات متحده قاآنی را به دلیل نظارت بر توزیع بودجهٔ نیروی قدس به متحدان منطقه‌ای هدف تحریم قرار داد.
دولت ترامپ نیز تحریم‌های جدیدی را علیه سپاه پاسداران به‌عنوان حامی گروه‌های تروریستی به اجرا گذاشت. در ۳ اکتبر ۲۰۲۲، قاآنی در فهرست تحریم‌های کانادا قرار گرفت که شامل ۹ نهاد ایرانی و ۲۵ مقام ارشد بود. این تحریم‌ها در واکنش به کشته‌شدن مهسا امینی و آزار و اذیت معترضان در اعتراضات گسترده‌ای بود که در پی آن رخ داد.
دولت بریتانیا روز پنجشنبه ۱۴ دسامبر (۲۳ آذر) اسماعیل قاآنی فرمانده نیروی قدس سپاه و ۶ تن دیگر از فرماندهان ارشد این نهاد نظامی را به دلیل همکاری با گروه‌های حماس و جهاد اسلامی فلسطین مورد تحریم قرار داد.
استرالیا در ۲۵ اردیبهشت ۱۴۰۳ او را در فهرست تحریم‌های خود قرار داد.

## دیدگاه‌ها
- قاآنی یکی از امضا کنندگان نامهٔ تهدید آمیز فرماندهان سپاه در جریان وقایع ۱۸ تیر ۱۳۷۸ به سید محمد خاتمی؛ رئیس‌جمهور وقت بود.[۶۲]

قاآنی از مخالفان با آمریکا و سیاست‌هایش در منطقه بوده و در ۲۶ دی ۱۳۹۳ در سخنرانی علیه آمریکا و اسرائیل گفت: «آمریکا و اسرائیل کوچک‌تر از آن هستند که خود را همتراز با قدرت نظامی ایران بدانند. این قدرت اکنون خود را در کنار مردم مظلوم فلسطین و غزه در قالب موشک و سلاح به منصه ظهور رسانیده است.» او همچنین در ۱۸ فروردین ۱۳۹۶ در این مورد چنین می‌گوید: «ما وقتی برای دفاع از مسلمانان کشورهای اسلامی گام برداشتیم، هدفمان انجام وظیفه الهی بود و اولین نتیجه‌اش متوجه خود نظام شد. به برکت دستگیری از مسلمانان، خداوند خطراتی را از این کشور دفع کرد و باعث شد تا ایران اسلامی به یک مرکز امنیت و ایجاد امنیت برای دیگر کشورها، تبدیل شود.»

سردار قاآنی همچنین در پیامی پس از عملیات وعده صادق یک با تهدید ترامپ و سایر مسئولان آمریکایی اعلام کرد:
هرجا لازم باشد زمینه انتقام از آمریکایی‌ها را از درون خانه‌های خودشان و با افرادی از کناردست خودشان فراهم می‌کنیم، بدون این‌که ما حضور داشته باشیم.
وی که به عنوان فرمانده سپاه قدس پس از حمله گروه حماس در ۷ اکتبر ۲۰۲۳ این اقدام حماس را ابتکار و نوآوری خوانده و بیان کرد:
این پیروزی باشکوه و دستاورد بی‌سابقه را به شما و همه مجاهدان و ملت فلسطین تبریک می‌گویم. ما بر عهد، منشور و ایمان و تعهد برادرانه‌ای که ما را متحد می‌کند، تأکید می‌کنیم.

## مواضع

### سیاسی
در سخنرانی ۱۴ تیر ۱۴۰۲ در مشهد، قاآنی با تأکید بر این‌که «هزینهٔ سازش از هزینهٔ مقاومت بیشتر است»، کوتاه‌آمدن از اصول انقلاب را «خیانت به خون شهدا» خواند و محور مقاومت را «ضمانت امنیت منطقه» دانست. هم‌زمان با این مواضع، او بارها هرگونه مذاکرهٔ مستقیم با ایالات متحده یا اسرائیل را رد کرده و دیپلماسی مطلوب را پیروی از «منافع امت اسلام، نه دستورالعمل‌های قدرت‌های بزرگ» دانسته است.
عواقب این رویکرد در سه سطح نمود یافته است:
- افزایش تحریم‌های شخصی و نهادی – بریتانیا و ایالات متحده در ۲۳ آذر ۱۴۰۲ قاآنی و چند افسر قدس را در فهرست انسداد دارایی و ممنوعیت سفر قرار دادند و علت را «تهدید صلح خاورمیانه و طراحی ترورها در خاک اروپا» اعلام کردند.[۶۸] سپس شورای اتحادیهٔ اروپا در ۱۰ خرداد ۱۴۰۳ (۳۱ مهٔ ۲۰۲۴) نام او را ذیل مقررات ۲۰۲۴/۱۶۰۴ به‌دلیل «انتقال پهپاد و موشک به نیروهای نیابتی» افزود.[۶۹] تحریم‌های گستردهٔ مالی و بانکی ناشی از این سیاست «مقاومت» در گزارش تحلیلی رویترز «به فقر فزاینده و نارضایتی عمومی دامن زده است».[۷۰]
- تشدید درگیری‌های منطقه‌ای و تلفات ایرانی – در ۱۱ بهمن ۱۴۰۲ (۲۹ ژانویهٔ ۲۰۲۴) قاآنی با سران حشدالشعبی در بغداد دیدار کرد و مستقیماً به آن‌ها دستور «کاهش حملات به نیروهای آمریکا» را داد؛ این دیدار از توان او برای فرماندهی گروه‌های مسلح فراتر از مرزهای ایران حکایت دارد.[۷۱] با وجود چنین مداخلاتی، ایران بهای سنگینی پرداخته است: در ۱۳ فروردین ۱۴۰۳ (۱ آوریل ۲۰۲۴) حملهٔ هوایی اسرائیل به ساختمان کنسولی ایران در دمشق هفت مستشار ارشد قدس، از جمله سه فرمانده رده‌بالا، را کشت و تنش را به آستانهٔ جنگ گسترده رساند.[۷۲]
- هزینه‌های اقتصادی داخلی – بر پایهٔ گزارش تحقیقی رویترز (۲۷ آذر ۱۴۰۳) «سپاه قدس تحت فرمان قاآنی اکنون تا ۵۰٪ از صادرات نفت کشور را از طریق ناوگان پنهان کنترل می‌کند»؛ شبکه‌ای که با شرکت‌های صوری عمدتاً نفت را به چین می‌فروشد و درآمد حاصله مستقیماً صرف عملیات برون‌مرزی می‌شود. این جریان موازی، شفافیت بودجه‌ای را کاهش داده و به گفتهٔ اقتصاددانان دولتی، «سهم بخش‌های بهداشت و آموزش از منابع عمومی را به‌شدت محدود کرده است».[۷۳]

در مجموع، پایبندی قاآنی به راهبرد «مقاومت حداکثری» سه پیامد اصلی داشته است:
۱) تشدید تحریم‌های شخصی و نهادی و انزوای دیپلماتیک.
۲) انتقال میلیاردها دلار از درآمد نفت، که سپاه قدس با کنترل نزدیک به ۵۰٪ صادرات آن را صرف پشتیبانی نیروهای نیابتی می‌کند.
۳) افزایش هزینه‌های انسانی، از کشته‌شدن هفت فرمانده قدس در حملهٔ ۱۳ فروردین ۱۴۰۳ دمشق تا صرف دست‌کم ۱۶ میلیارد دلار برای عملیات برون‌مرزی طی یک دهه پیامدی که رهبر جمهوری اسلامی آن را «فشار اقتصادی بر مردم» توصیف کرده است.

## ناپدید شدن و اخبار پیرامون آن
پس از بمباران ضاحیه در لبنان در ۱۲ مهر ۱۴۰۳ به منظور کشتن هاشم صفی‌الدین، اخباری در خصوص ترور اسماعیل قاآنی منتشر شد، هر چند خبرهایی نیز در مورد سلامت او درج گردیده است. در آخرین گمانه‌زنی‌ها، کانال ۱۲ اسرائیل مدعی شد که او در اکتبر ۲۰۲۴ در لبنان ترور شده است. حاضر نبودن او در نماز جمعه سید علی خامنه‌ای در تهران بر گسترش شایعات افزود. با این همه رسانه‌های نزدیک به شخص او و همین‌طور سپاه پاسداران از سلامت او خبر می‌دهند و اخبار در موضوع ترور و آسیب دیدن او را تکذیب کرده‌اند. در گزارش ۶ اکتبر ۲۰۲۴ رویترز آمده که دو مقام بلندپایه امنیتی ایران گفته‌اند اسماعیل قاآنی، پس از کشته شدن حسن نصرالله، به لبنان سفر کرده بود و از زمان حمله اسرائیل به بیروت در اواخر هفته گذشته، خبری از او نیست. نیویورک تایمز می‌گوید او آخرین بار در بیروت دیده شده است. وبسایت «میدل ایست آی» در گزارشی اختصاصی خبر داده که اسماعیل قاآنی توسط جمهوری اسلامی بازداشت شده و تحت بازجویی است. «اسکای نیوز عربی» هم مدعی شده که وی در جریان بازجویی دچار سکته قلبی شده است. اما سیمای جمهوری اسلامی ۲۴ مهر۱۴۰۳، هنگام گزارش مراسم بازگشت جنازه عباس نیلفروشان، معاون عملیاتی سپاه پاسداران، برای دقایقی چهره قاآنی را نشان داد.